# Germain Nouveau
Pour les articles homonymes, voir Nouveau.
Germain Marie Bernard Nouveau, né le 31 juillet 1851 à Pourrières (Var) où il est mort le 4 avril 1920, est un poète français.

## Biographie

### Jeunesse et vie parisienne
Germain Nouveau est l'aîné des quatre enfants de Félicien Nouveau (1826-1864) et de Marie Augustine Silvy (1832-1858). Il perd sa mère alors qu'il n'a que sept ans et est élevé par son grand-père.

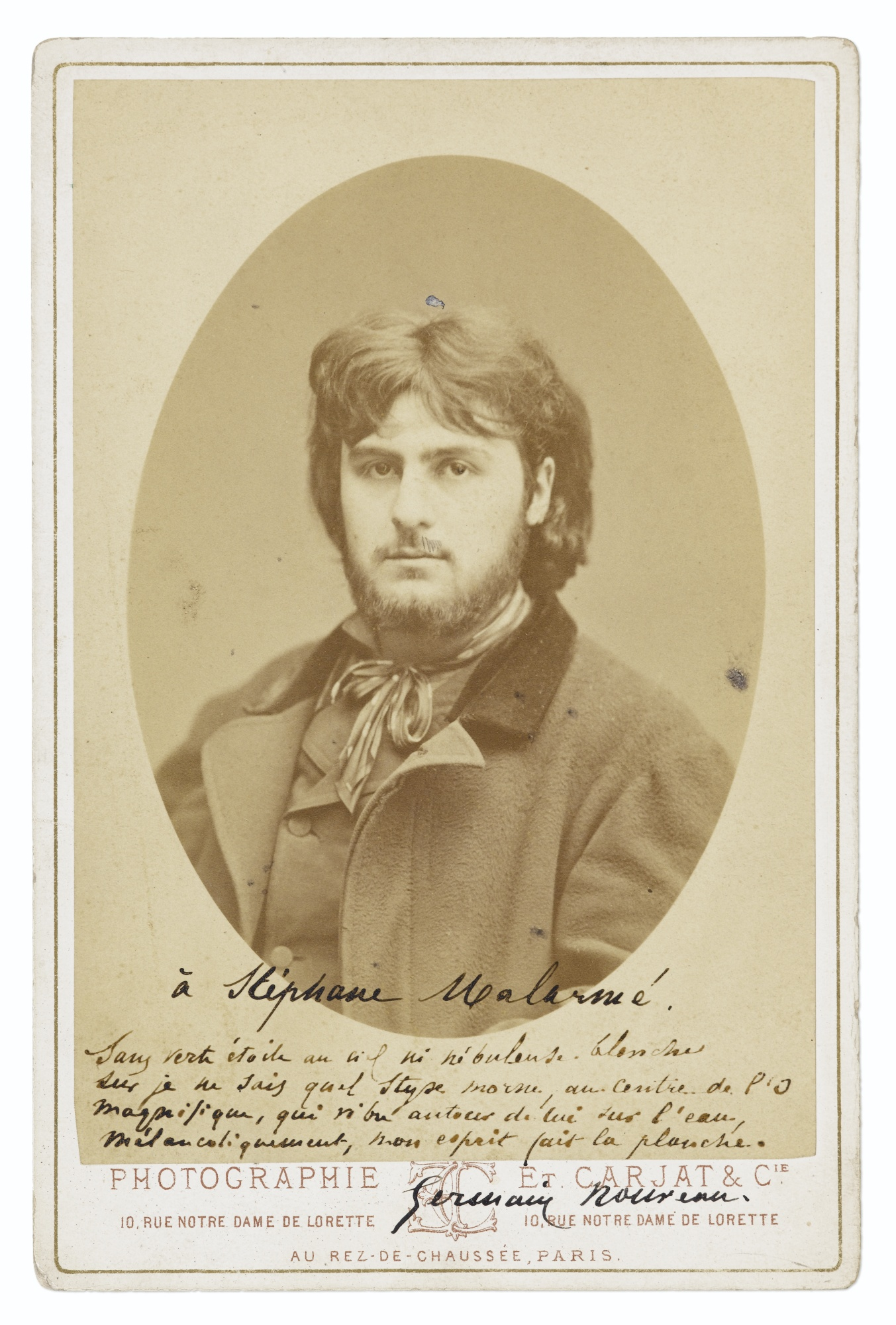
Germain Nouveau par Étienne Carjat (1873 ?).

Après une enfance passée à Aix-en-Provence et des études qu'il effectue au petit séminaire, pensant même à embrasser la prêtrise, et après une année d'enseignement au lycée Thiers de Marseille en 1871-1872, Nouveau s'installe à Paris à l'automne 1872. Il publie son premier poème, Sonnet d'été, dans La Renaissance littéraire et artistique, revue d'Émile Blémont et fait connaissance de Mallarmé, de Jean Richepin et les « Vivants » (Ponchon…) qui se réunissent au café Tabourey.
Il fréquente aussi les zutistes, fait la connaissance de Charles Cros avec lequel il collabore à la rédaction des Dixains réalistes qui tournent en dérision les parnassiens. Il découvre dans l'Album zutique les poèmes laissés par Rimbaud et Verlaine, qui ont quitté la capitale depuis juillet 1872.

### Rencontres avec Rimbaud et Verlaine
Fin 1873, il rencontre Arthur Rimbaud au café Tabourey et, en mars 1874, tous deux partent ensemble en Angleterre pour s'installer à Londres, au 178 Stamford Street. Germain Nouveau aide Rimbaud à la copie des Illuminations (et peut-être davantage) mais revient seul à Paris en juin de la même année. La relation entre Rimbaud et Germain Nouveau a pu être de nature homosexuelle, comme le suggèrent plusieurs biographes,,. Il ne fait pas de doute en effet que Germain Nouveau était homosexuel.
Nouveau voyage également en Belgique : en 1875, à Bruxelles, il reçoit de Verlaine le manuscrit des Illuminations que Rimbaud, croisé à Stuttgart, a adressé à Nouveau afin de le faire publier. Nouveau retourne à Londres où il fait la connaissance de Paul Verlaine avec lequel il restera longtemps ami.

### Enseignement et dégradation de son état mental

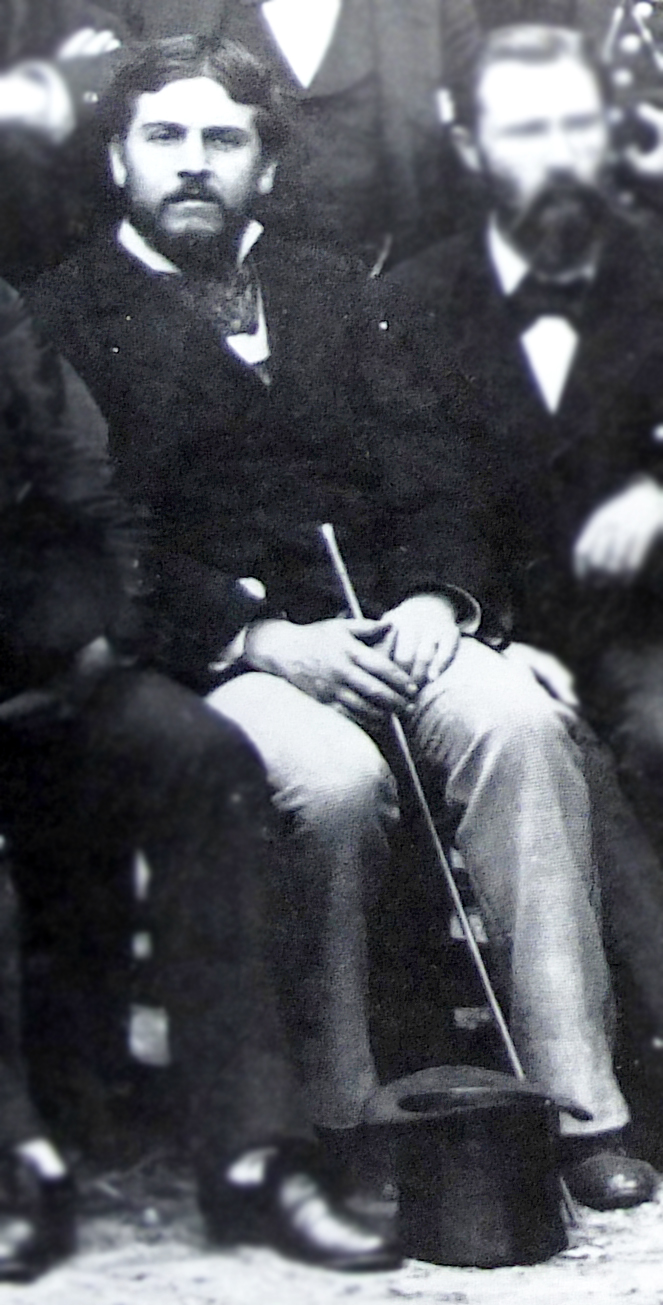
Très probable portrait photographique de Germain Nouveau, parmi l'équipe pédagogique de l'Ecole alsacienne de Paris en juin 1881.

En 1878, il entre au ministère de l'Instruction publique, collabore au Gaulois, où il se lie d'amitié avec Camille de Sainte-Croix, et au Figaro, sous le pseudonyme de Jean de Noves, avant de reprendre en 1883 des voyages qui le mèneront notamment à Beyrouth. Entre 1883 et 1884, il enseigne le français et le dessin au collège de la Charité fraternelle à Aramoun (dans la montagne libanaise), fondé par le père Chbat ; ayant séduit la mère d'un collégien, il est renvoyé par la direction ; il rentre alors au pays, rapatrié à sa demande par le consulat de France, et publie ses Sonnets du Liban dans le Chat noir et le Monde moderne.
Devenu professeur de dessin au collège Bourgoin dans l'Isère, puis au lycée Janson-de-Sailly, à Paris, il est frappé, en plein cours, d'une crise de folie mystique en 1891[réf. nécessaire]. Il doit être interné à l'hôpital Bicêtre d'où il sort après quelques mois d'internement. Il traverse plusieurs crises mystiques proches de l'aliénation et entreprend alors une vie de mendiant et de pèlerin, s'inspirant de saint Benoît Labre. La légende dit que Paul Cézanne lui faisait l'aumône, après la messe, sous le porche de la cathédrale Saint-Sauveur d'Aix-en-Provence.

### Mort
Après des années d'errance, dont deux pèlerinages à Rome et un à Saint-Jacques de Compostelle, il revient dans son village natal en 1911 et y meurt d'un jeûne trop prolongé entre le Vendredi saint et Pâques 1920. Il est inhumé au cimetière de Pourrières, et sur sa sépulture est inscrite l'épitaphe suivante :
Qui est mort dans la misère

Lui, de la pléiade des rois

Le plus grand poète varois

Germain Nouveau de Pourrières

## Postérité

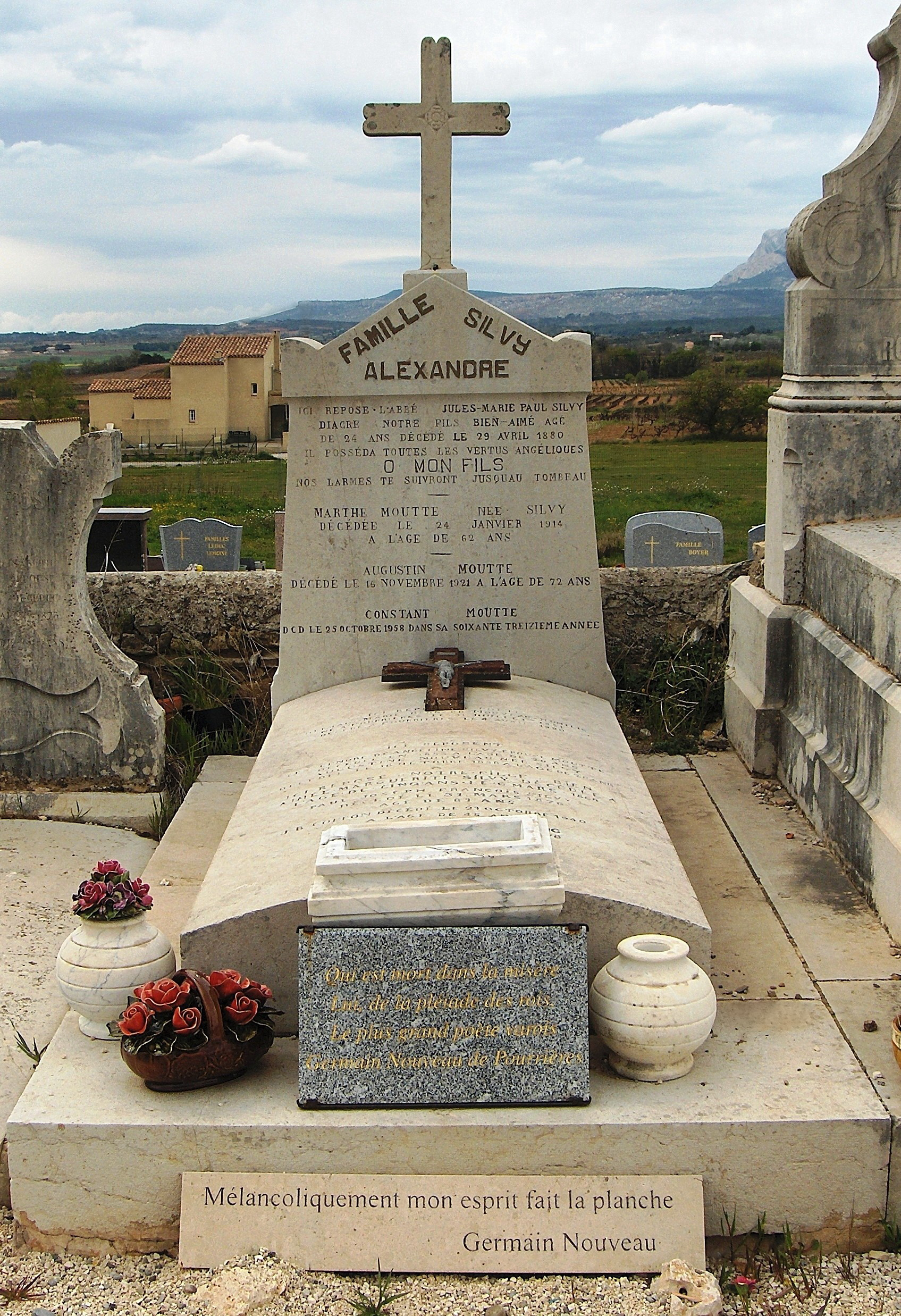
Tombe de Germain Nouveau à Pourrières ; à l'arrière-plan, à droite, la montagne Sainte-Victoire.

Ses poésies seront essentiellement publiées après sa mort, Nouveau s'y étant opposé de son vivant, allant jusqu'à faire un procès lors de la publication de son recueil Savoir aimer, la première version de Doctrine de l'Amour.
Il eut une grande influence sur les surréalistes et Louis Aragon le considérait « non un poète mineur mais un grand poète. Non un épigone de Rimbaud : son égal. »
Dans le roman de Léonce de Larmandie, Floréal (1900), Germain Nouveau apparaît sous les traits d'un peintre-poète du nom de Jean Germain, répétiteur dans une famille de banquiers juifs fortunés de Paris, qui s'éprend d'un amour impossible pour Aimée de Chantenay. C'est ce même Léonce de Larmandie qui fera publier, contre la volonté de l'auteur, deux éditions de poèmes sous le pseudonyme d'Humilis : Savoir aimer en 1904 (sous les auspices de la Société des poètes français) et, en 1910, Les Poèmes d'Humilis (avec des reproductions de dessins d'Auguste Rodin).
En octobre 2023, Jean Dytar et Laurent-Frédéric Bollée publient le roman graphique Les Illuminés aux éditions Delcourt, qui retrace l'histoire de la constitution et de la publication du recueil Les Illuminations, liée aux figures d'Arthur Rimbaud, Paul Verlaine et Germain Nouveau.

## Liens avecLes Illuminationsde Rimbaud

### Question de la paternité partagée desIlluminations

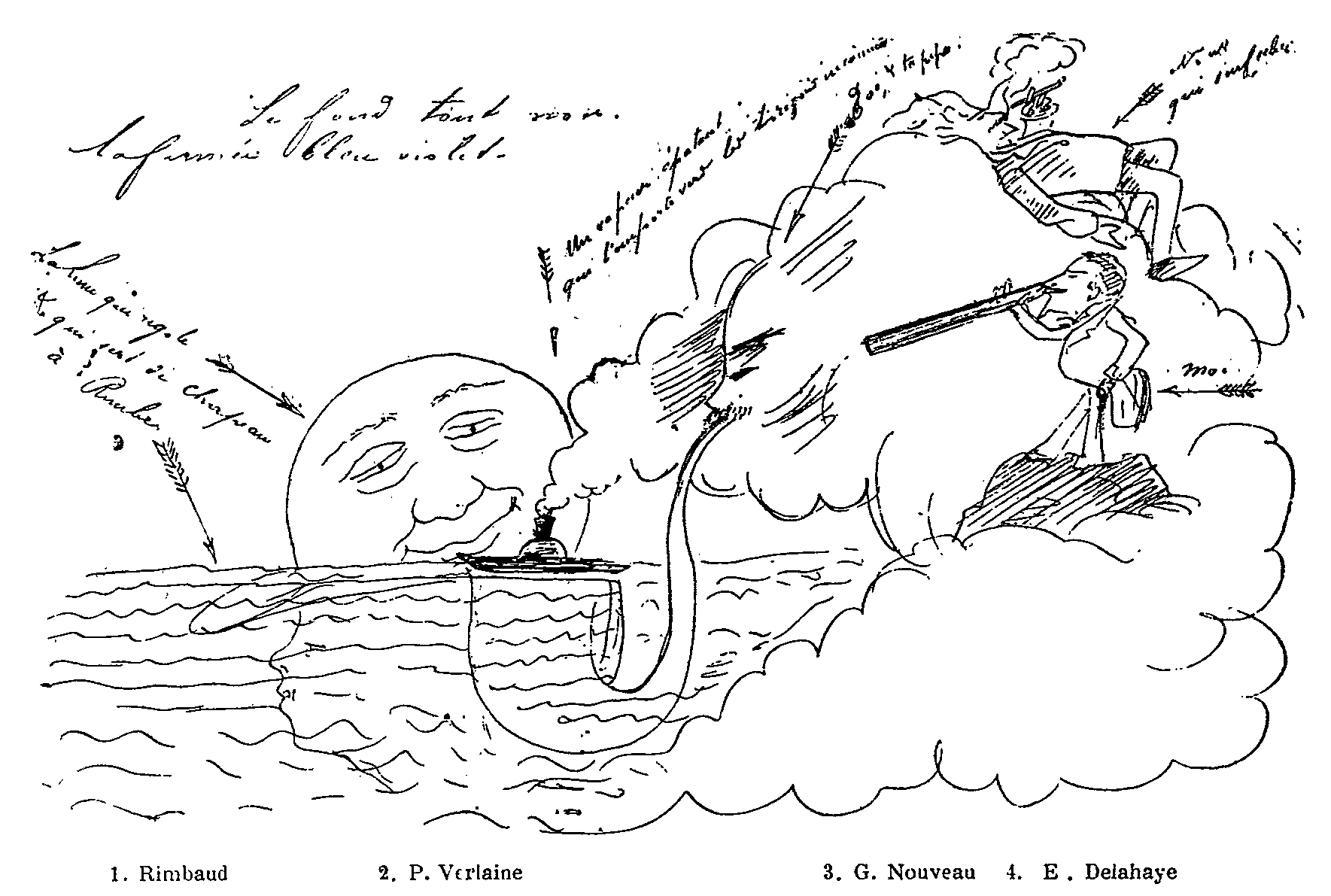
Arthur Rimbaud, Paul Verlaine, Germain Nouveau, Ernest Delahaye. Croquis d'Ernest Delahaye d'après un dessin de Germain Nouveau paru dans La Plume en 1896.

Il a pu être avancé que Nouveau aurait contribué à certaines des Illuminations, ou que l'œuvre serait collective,, mais cette thèse a été contestée par la plupart des spécialistes de Rimbaud. La découverte future de certains manuscrits aidera sans doute un jour à éclaircir  la véritable contribution de Germain Nouveau aux Illuminations. 

### Cas du poème «Poison perdu»
En 1895, Léon Vanier publie les Poésies complètes d'Arthur Rimbaud dans lesquelles il intègre le poème « Poison perdu », mais celui-ci est absent de l'édition du Mercure de France de 1898 car l'attribution à Rimbaud paraît douteuse à Armand Lods. S'il ne figure pas dans la Pléiade « Rimbaud », ni dans la plupart des éditions courantes à la suite de polémiques engagée par André Breton dans les années 1920 et son attribution — entre autres  — à Germain Nouveau, la critique du XXIe siècle penche désormais pour une paternité rimbaldienne, suivant notamment les témoignages d'Ernest Raynaud, Jean-Louis Forain ou encore Raoul Ponchon, ce dernier attribuant le poème — jugé médiocre — à Rimbaud et non à Germain Nouveau qu'il connaissait pourtant bien.

## Œuvres

### Œuvres poétiques
Sa production essentielle n'a été publiée qu'après sa mort. Les éditeurs la divisent en :
- Premiers vers (1872-1878)
- Dixains réalistes
- Notes parisiennes
- La Doctrine de l'amour
- Sonnets du Liban
- Valentines
- Ave Maris Stella
- Derniers vers (1885–1918)

### Éditions

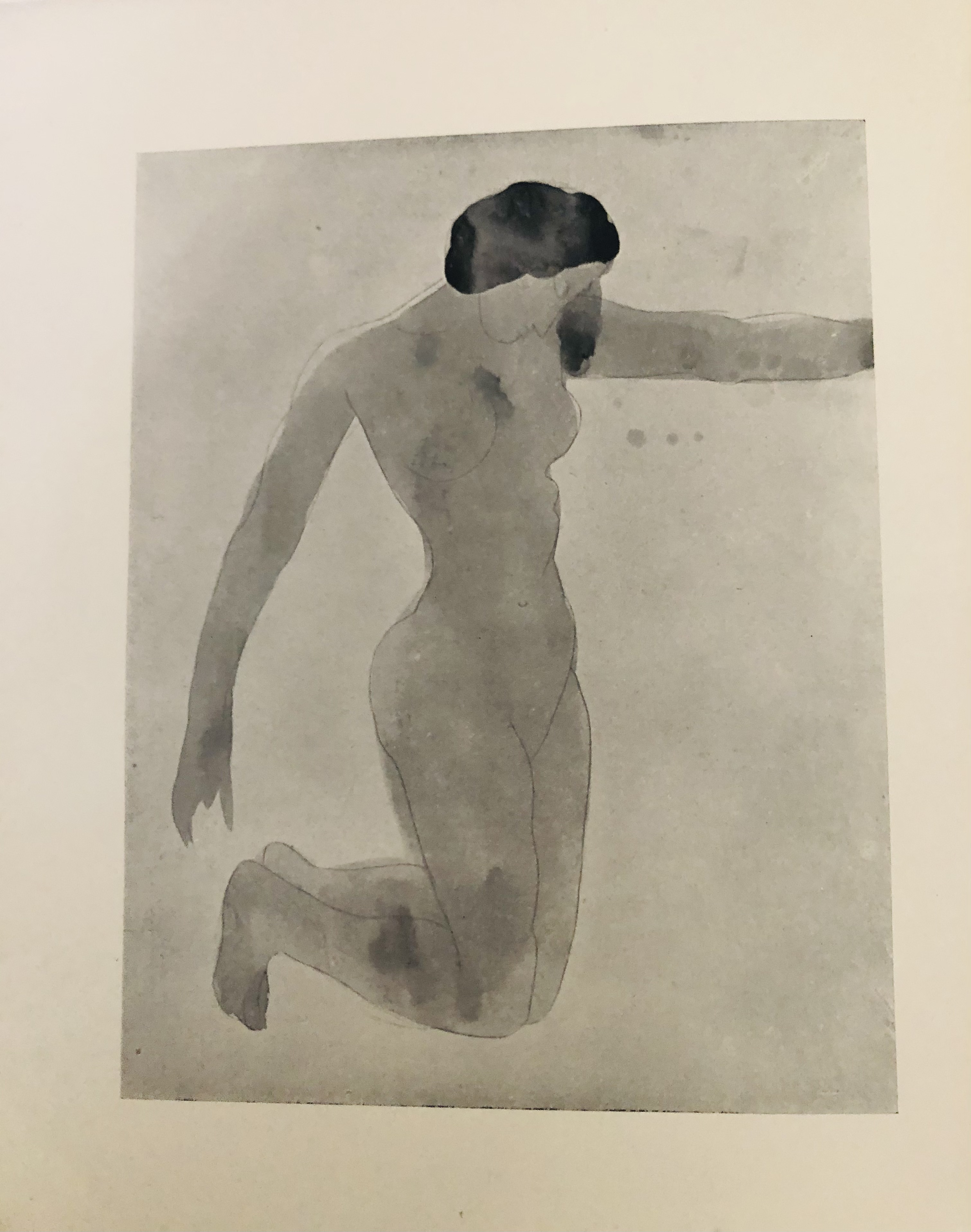
Illustration par Rodin d'un chapitre des Poèmes d'Humilis.

- G.-N. Humilis, Savoir Aimer, publié par les amis de l'auteur, sous les auspices de la Société des poètes français, Paris, 1904
- Les Poèmes d'Humilis, enrichis de quatre compositions inédites d'Auguste Rodin, coll. « La Poétique », Paris, 1910
- Ave Maris Stella, Aix, Librairie des Quatre Dauphins, 1912
- Valentines et autres vers, préface de Ernest Delahaye, Paris, Albert Messein, éditeur, 1922
- Poésies d'Humilis et vers inédits, préface de Ernest Delahaye, Paris, Albert Messein, éditeur, 1924
- Le Maron travesti ou la quatrième églogue de Virgile mise en vers burlesques par Monsieur La Guerrière, Paris, Messein, MCMIII (1935 ou 1936)
- Le Calepin du mendiant précédé d'autres poèmes (vers inédits), introduction, biographie et notes par Jules Mouquet, beaux textes, textes rares, textes inédits, Genève, Pierre Cailler éditeur, 1949
- Œuvres poétiques, édition de Jacques Brenner et Jules Mouquet, Gallimard, 2 vol., 1953-1955
- Sonnets du Liban, Zurich, Handpresse am Predigerplatz, 1956
- La Doctrine de l'amour, Paris, Les bibliophiles franco-suisses (pour la société Le Livre contemporain), 1966, eaux-fortes d'Henri Landier
- Œuvres complètes, jointes à celles de Lautréamont, édition de Pierre-Olivier Walzer, Gallimard, Bibliothèque de la Pléiade, 1970  (ISBN 2070103048)[20].
- La Doctrine de l'amour, Valentines, Dixains réalistes, Sonnets du Liban, édition de Louis Forestier, Poésie/Gallimard, 1981  (ISBN 207032205X)
- L'Amour de l'amour, choix et présentation de Jacques Brenner, Éditions Orphée/Éditions de la Différence, 1992  (ISBN 2-7291-0767-3)
- Germain Nouveau, quelques premiers vers, édition de la Société de Découragement de l'Escrime, Bruxelles-Liège, 2009
- Germain Nouveau, Saber amar, edición y traducción Pedro J. Vizoso, arKadia, 2015  (ISBN 978-0692260364)
- Germain Nouveau, Tout fait l'amour, anthologie poétique, préface de Jacques Lovichi, Peigneurs de comètes, coll. « Les admirables », 2015
- Germain Nouveau, Proses et Vers, coll. « Les cahiers de curiosités », éditions Marguerite Waknine, 2017

### Noms de plume[21]
- P. Néouvielle (1872-1873)
- Duc de la Mésopotamie (1878)
- Largillière ou Largellière (?)
- Jean de Noves / Jean de la Noce (?)
- Gardéniac (?)
- Sansay (?)
- Bernard Marie / Bernard-Marie
- B.-M. Nouveau
- François Bernard
- François La Guerrière
- La Guerrière / Laguerrière / Guerrière
- Le Guerrier
- J.-Germain Nouveau (1910)
- Imbert Dupuis (1910)
- Bénédict
- J.-G.-N.

Nom de plume douteux
- G.-N. Humilis : utilisé par Larmandie pour la publication de Savoir aimer mais il n'est pas prouvé que Nouveau lui-même en ait fait usage.

## Hommages
La commune de Pourrières lui rend hommage en baptisant une de ses rues « rue Germain-Nouveau » et une autre « rue Humilis » (angle de sa dernière demeure).

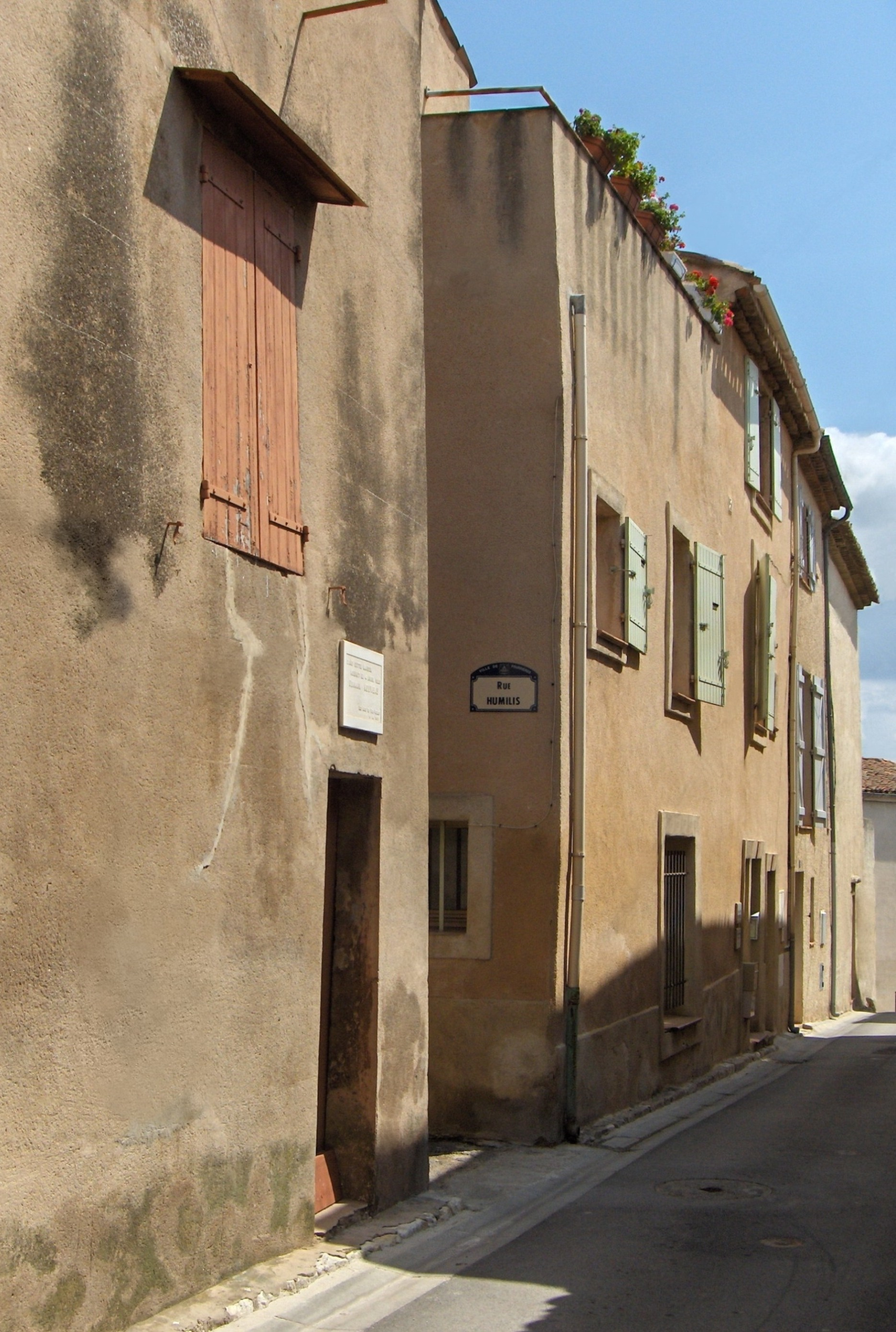
Angle de la maison de Germain Nouveau avec la rue Humilis (un de ses noms de plume).
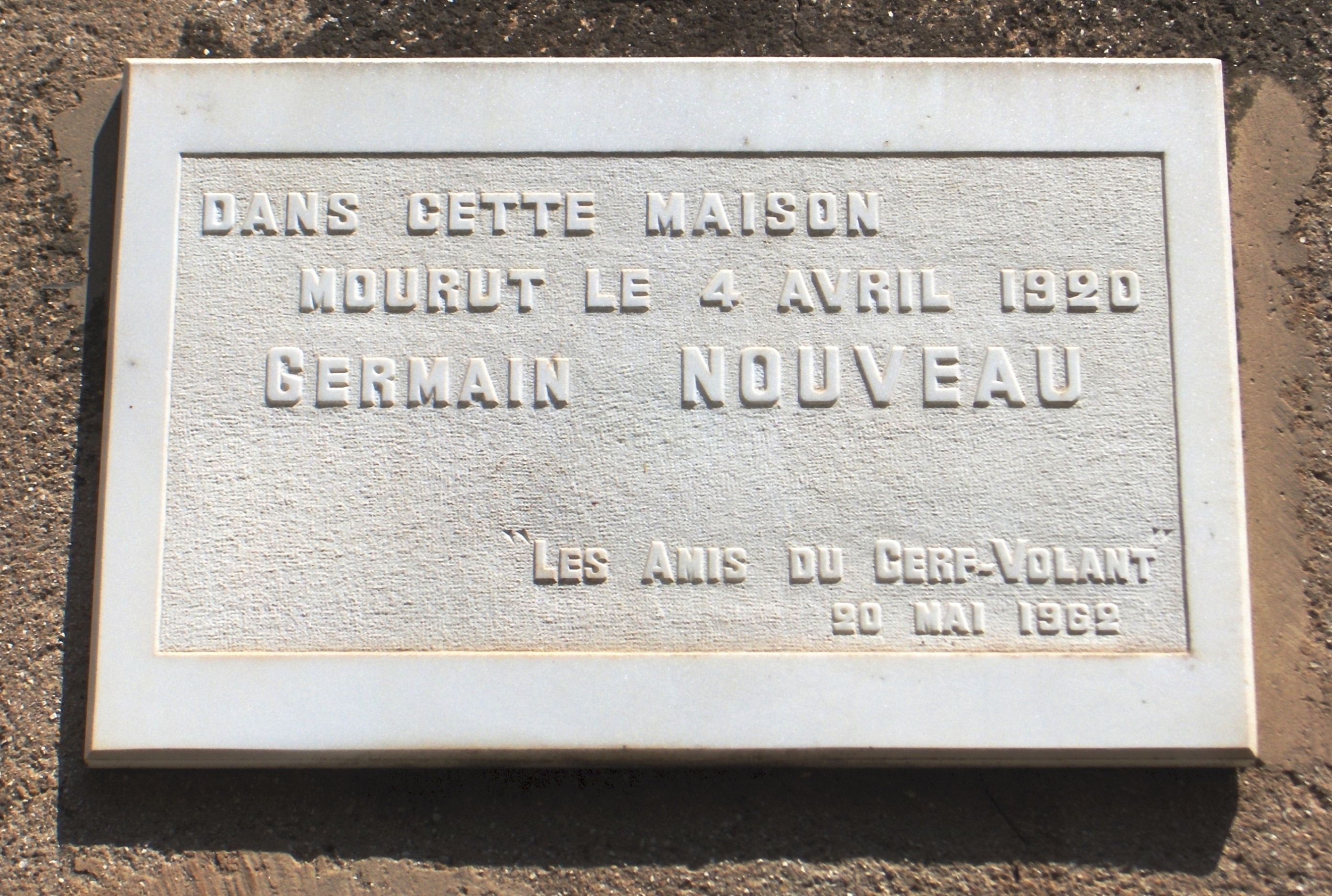
Plaque commémorative.
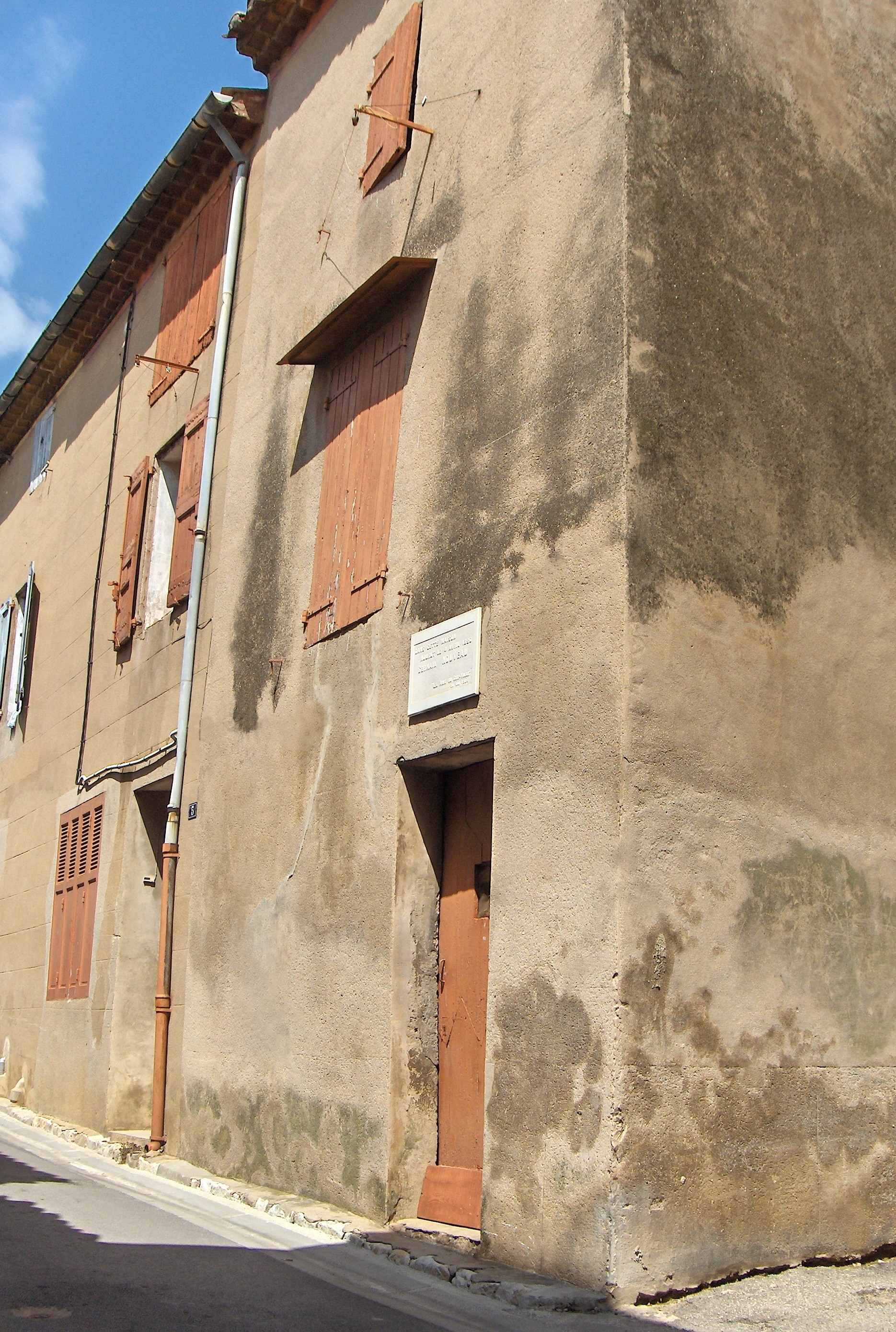
5, rue Germain-Nouveau à Pourrières, maison que le poète habita pendant 9 ans et où il mourut en 1920.